# Wüste von Tabernas
Koordinaten: 37° 3′ N, 2° 30′ W

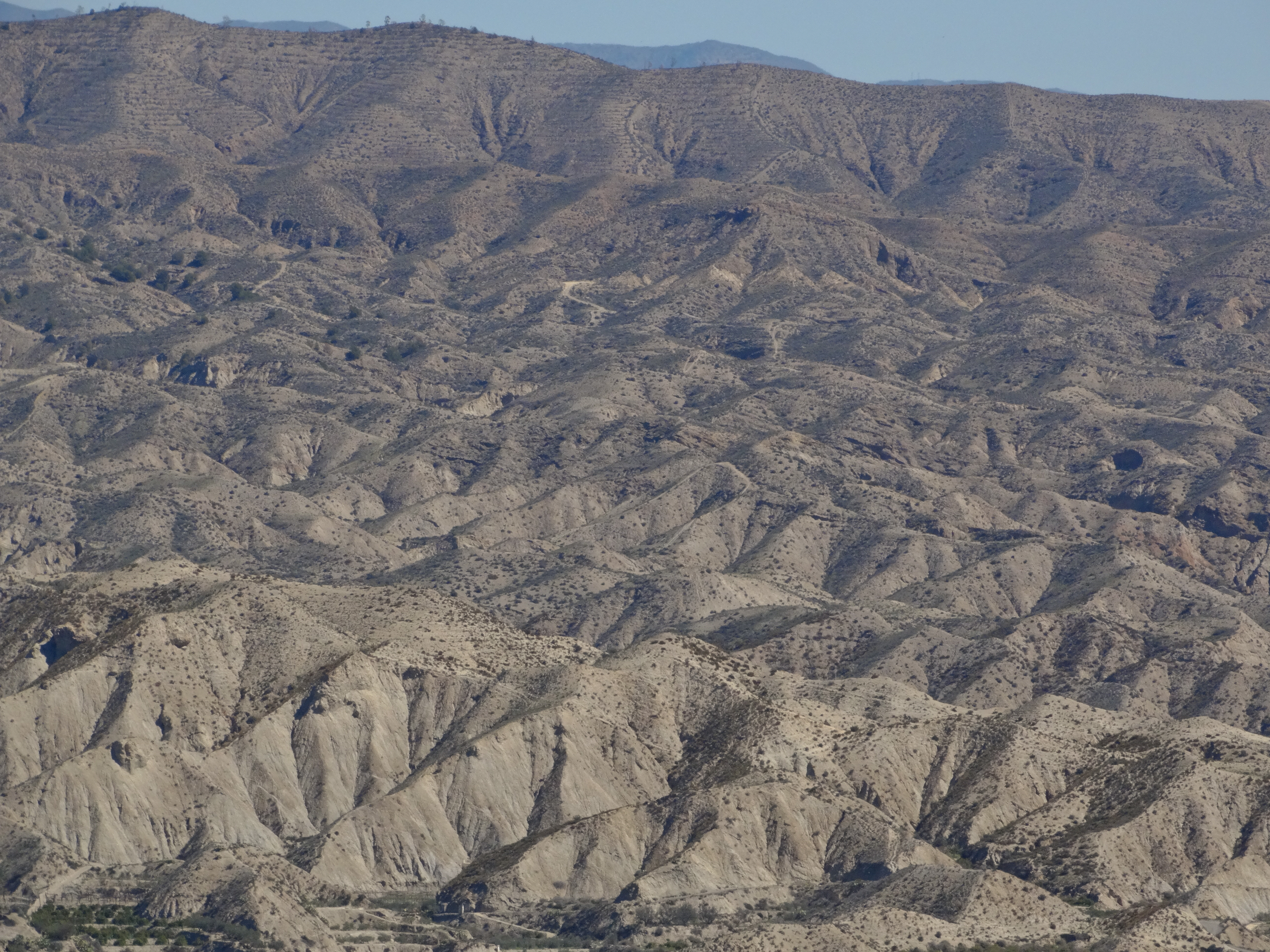
Blick auf die Hügellandschaft der Wüste von Tabernas

Die Wüste von Tabernas (spanisch: Desierto de Tabernas) ist eine Landschaft in Andalusien (Spanien). Sie liegt in der Provinz Almería, etwa 30 km nördlich der Provinzhauptstadt Almería auf dem Gebiet der Ortschaft Tabernas. Sie erstreckt sich über 280 km². Die Wüste von Tabernas liegt zwischen der Sierra de los Filabres im Norden, der Sierra Alhamilla im Süd-Südosten und der Sierra Nevada im Westen. 
Das Gebiet, nach klimatischen und vegetationskundlichen Kriterien eine Halbwüste, besteht aus einem ausgedehnten Komplex von durch Erosionsrinnen zerschnittener Hügel, nach dem englischen Fachbegriff auch als Badlands bezeichnet. Es ist die am stärksten aride Region auf dem europäischen Kontinent. Im Gebiet leben, trotz des auf den ersten Blick lebensfeindlichen Eindrucks, zahlreiche seltene und bestandsbedrohte Tier- und Pflanzenarten, darunter einige lokale Endemiten, die nur hier vorkommen.
Seit Oktober 1989 ist hier auf einer Fläche von 115 km² ein Schutzgebiet des europäischen Netzes Natura 2000 ausgewiesen, außerdem ist das Gebiet Naturpark (Paraje Natural) nach nationalem spanischem Recht. 

## Klima

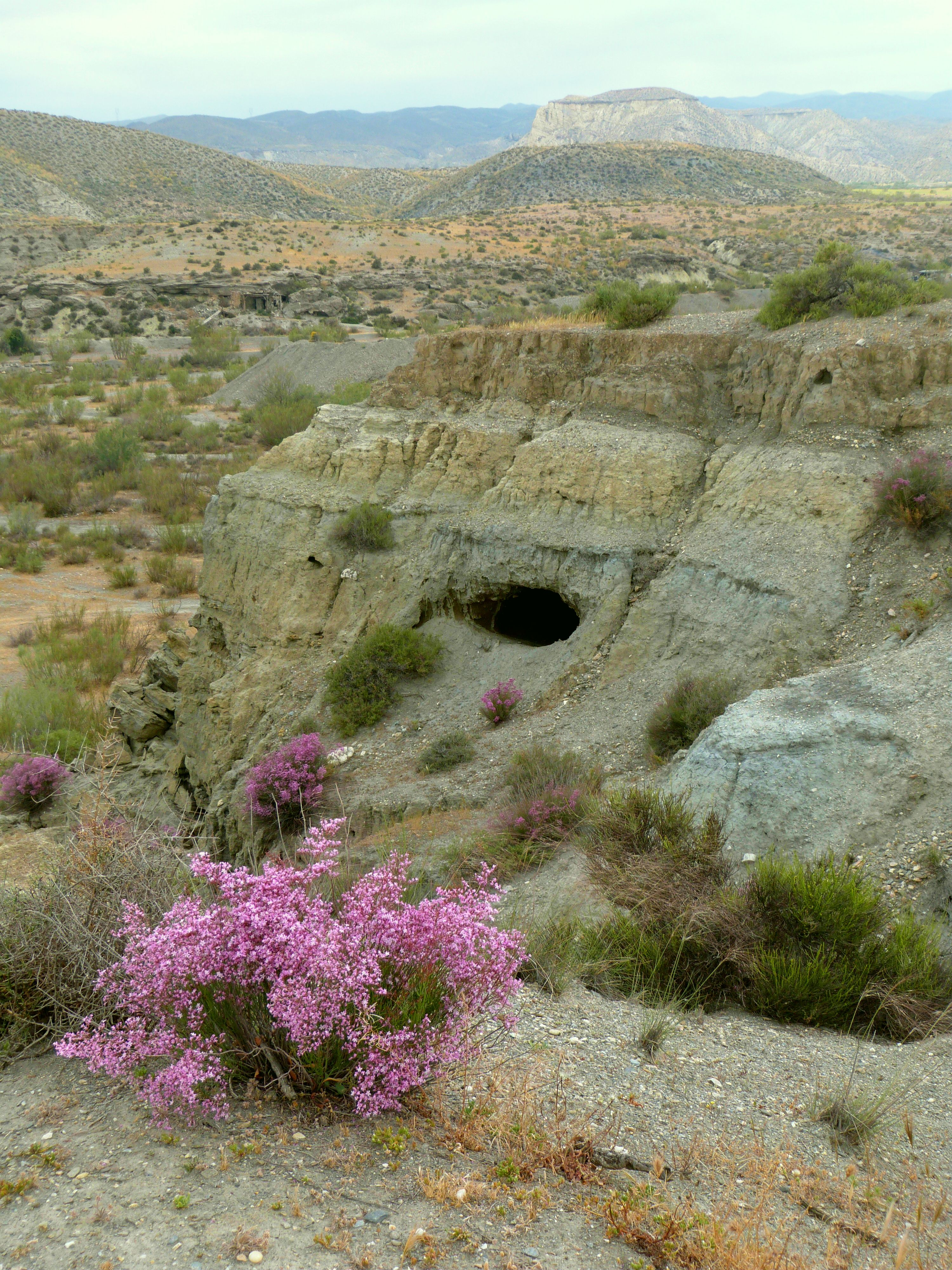
Wüste von Tabernas, Landschaft

Die Wüste von Tabernas ist von den feuchten Winden des Mittelmeers durch die Betische Kordillere abgeschnitten und liegt in der sogenannten spanischen Levante, einer Zone mit wenig Regenfällen. Es ist nach dem Ariditätsindex die arideste Region Spaniens und ganz Europas. Der durchschnittliche jährliche Niederschlag beträgt 239 Millimeter (gemessen im Ort Tabernas, Mittelwert 1967 bis 1997), mit starken Schwankungen sowohl innerhalb eines Jahres als auch von Jahr zu Jahr. Der niedrigste Jahresniederschlag in der Messperiode waren 115, der höchste 431 Millimeter. Die Zahl der Regentage im Jahr beträgt im Durchschnitt 39 (25 bis 55), mit Maximum im Oktober und November und Minimum im Juli und August. Das Gebiet liegt in der großräumigen Region des Mittelmeerklimas. Durchschnittstemperaturen im Gebiet liegen zwischen 10,2 °C (Januar) bis 27,9 °C (August). Die durchschnittliche Maximaltemperatur im wärmsten Monat (August) erreicht 34,5 °C.
Am Rande der Wüste wurde die Plataforma Solar de Almería eingerichtet, in der solarthermische Kraftwerke getestet werden.

## Geologie und Geomorphologie
Vor etwa 8 Millionen Jahren, im Miozän, war das Becken von Tabernas eine Schelfmeerzone am Rand des Mittelmeeres, in die von Flüssen des nahe angrenzenden Festland ausgedehnte untermeerische Sedimentfächer abgelagert wurden. Im Küstenbereich existierten Korallenriffe, deren fossile Überreste im Gebiet zu finden sind. In der darauffolgenden Zeit, vor etwa 7 Millionen Jahren, wurde das Meer durch die sich hebende Gebirgskette der Sierra Alhamilla im Süden zu einer flachen Meeresrinne eingeengt. Im Gebiet, zeitweise unter marinem Einfluss, zeitweise eine flache binnenländische Lagune oder ein Binnensee, wurden je nach Milieu Kalkstein, Sand- und Tonstein, mit Einlagerungen von Gipsgestein (Evaporit), sedimentiert. Vor etwa 2 Millionen Jahren, zum Ende des Pliozäns, zog sich das Meer endgültig aus der Region zurück, es bildete sich die heutige Küstenlinie. Die abgelagerten Sedimente, teilweise schwach verfestigt und weich, mit eingelagerten, harten Kalksteinbänken, wurden nach ihrer Hebung der Erosion ausgesetzt. Das Tabernas-Becken bildet heute eine flache, in Ost-West-Richtung verlaufende Senke zwischen der Sierra de los Filabres und der Sierra Alhamilla, mit einer Länge von 20 Kilometer und einer maximalen Breite von etwa 10 Kilometer. Die unregelmäßigen, aber episodisch sehr heftigen Niederschläge in Verbindung mit der aufgrund der Trockenheit spärlichen Vegetationsdeckung und den weichen Sedimenten führten zu einer heftigen Erosion, bei der zahlreiche Rambla genannte, nur epiosidisch wasserführende Trockenflüsse tiefe Rinnen ausspülten, die an ihrer Mündung in das Becken ausgedehnte Schuttfächer aufspülten. Das Gebiet entwässert zum Fluss Andarax, wobei aber oberflächlich abfließendes Wasser nur nach starken Regenfällen vorhanden ist. Im Verlauf der letzten 100.000 Jahre haben die verzweigten Ramblas das ursprünglich ebene Gebiet in eine bizarr geformte Landschaft aus flachen, an den Flanken zerfurchten Höhenrücken umgeformt. Solche Landschaften werden, nach dem englischen Ausdruck, von den Geologen als „Badlands“ bezeichnet. Die Erosion ist dabei nicht zum Stillstand gekommen, sie schreitet nach starken Niederschlägen auch heute noch fort.

## Vegetation und Flora
In der Flora des Gebiets mischen sich mediterrane Arten, mit Verbreitungsschwerpunkt im Mittelmeerraum, mit Wüstenarten der saharo-sindischen phytogeographischen Zone. Die Vegetation des Gebiets auf stabilen Böden, in ebenen Bereichen und an wenig geneigten Hängen, besteht aus einer Strauchsavanne. Die Vegetationsform, im Spanischen matorral oder tomillar genannt, ist im Mittelmeerraum weit verbreitet, sie wird andernorts als Garigue oder Phrygana bezeichnet. Sie besteht im Gebiet aus der Sonnenröschen-Art Helianthemum almeriense, den fleischigen sukkulenten Halbsträuchern Anabasis articulata (Gattung Anabasis), Salsola genistoides und Salsola papillosa (Gattung Salsola), dem Dornstrauch Launaea lanifera und dem endemischen, d. h. nur hier vorkommenden Halbstrauch Euzomodendron bourgaeanum. Diese Gebüschformation, im europäischen Schutzgebietssystem der Lebensraumtyp 5330 Thermo-mediterrane Gebüschformationen und Vorwüsten, nimmt im Gebiet mit mehr als 1830 Hektar den größten Raum ein. Sie kommt hier in einer besonders ariden Variante vor. An stärker degradierten Stellen kann die Artemisia-Art Artemisia barrelieri hervortreten. Im Unterwuchs der Sträucher finden sich in der Regenzeit zahlreiche Einjährige. Für Baumwuchs ist das Gebiet zu trocken, die in den angrenzenden Bergketten in größerer Meereshöhe ehemals verbreitete Eichenart Quercus rotundifolia ist heute durch Übernutzung durch das Weidevieh auf Reliktbestände beschränkt. Auf den Hügelrücken kommen teilweise dichte Bestände der hochwüchsigen Grasart Halfagras (Stipa tenacissima) vor, die Vegetationsform wird in Spanien espartal genannt. Dazwischen ist der Boden oft, wie typisch in ariden Regionen, durch biologische Bodenkrusten mit zahlreichen Flechtenarten bedeckt.
Typischer für das Gebiet und aspektbestimmend sind die ausgedehnten vegetationsarmen oder sogar -freien Hänge, in denen die Entstehung einer Vegetationsdecke durch das Wirken der Bodenerosion verhindert wird. Teilweise bilden der kleine Strauch Salsola genistoides und die Einjährige, rot blühende Krautart Moricandia foetida lockere Herden, die aber mit ihrem Wurzelwerk die Hänge nicht stabilisieren können. Teilweise ist hier auch die blattlose Ginsterart Retama sphaerocarpa verbreitet. Insbesondere die nach Süden und Südwesten hin exponierten Hänge sind meist völlig vegetationsfrei, sie nehmen etwa ein Drittel der Fläche des Gebiets ein. Nord- und Nordost-exponierte Hänge sowie die weniger stark geneigten Hangfußbereiche tragen meist zumindest lockere Vegetationsdeckung.

## Filme

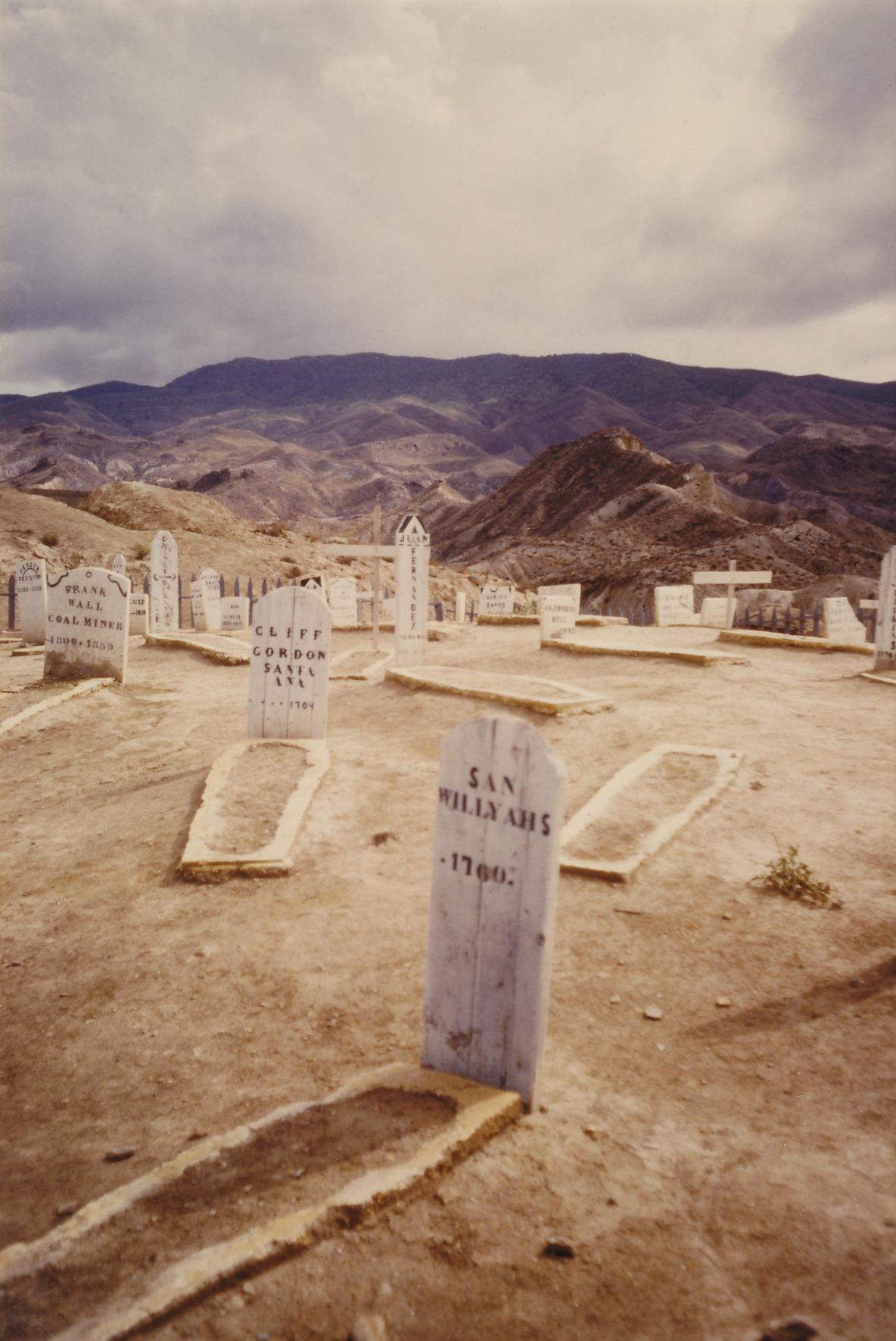
Wild-West-Friedhof in Yucca City bei Tabernas

Die Wüste von Tabernas diente wegen ihrer Ähnlichkeiten mit den Wüsten Nordamerikas („Wilder Westen“), Nordafrikas und Arabiens seit den 1950er Jahren bis heute als Drehort zahlreicher Filme und Western. Hier sind Lawrence von Arabien, Für eine Handvoll Dollar, Indiana Jones und der letzte Kreuzzug und viele weitere Filme entstanden.
Das bei Tabernas gelegene Fort Bravo (Kulisse u. a. für Vier Fäuste für ein Halleluja) ist das größte Westerndorf und das einzige von drei noch erhaltenen (es gab bis zu 14), welches auch aktuell für Dreharbeiten genutzt wird. Es diente u. a. als Kulisse für Winnetous Rückkehr, Der Schuh des Manitu, Die Daltons gegen Lucky Luke und spanische Kino-Produktionen wie 800 Bullets oder Werbespots (z. B. Pepsi mit den Spielern von Real Madrid und Manchester United). Nach den Dreharbeiten bleiben die jeweiligen Kulissen stehen, werden jedoch nicht weiter gepflegt bzw. instand gehalten. So befinden sich vor allem ältere Drehorte in einem schlechten Zustand.
Die anderen beiden, Oasys (mit Zoo und Swimmingpools, Kulisse u. a. für Für eine Handvoll Dollar) und Western Leone (Spiel mir das Lied vom Tod), dienen heute zu rein touristischen Zwecken, sind jedoch besser erhalten als Fort Bravo.
(Cinema Studios) Fort Bravo und Oasys (Freizeitpark) wurden weitläufig als Texas Hollywood und Mini Hollywood bekannt. Da beide jedoch Hollywood in ihrem Namen enthielten, kam es zu Verwechslungen und man änderte die Bezeichnungen.
Fünf Sterne deluxe drehten in der Wüste den Videoclip zu ihrem Lied Die Kids sind okay.